# 大英城堡的秘密
大英城堡的秘密（英語：Secrets of Great British Castles）是一套講述英國城堡歷史的紀錄片，第一季和第二季分別於2015年4月15日和2016年12月9日首播，由歷史學家丹·琼斯講述城堡背後的歷史。

## 集數
| 季 | 城堡             | 地點     | 播出日期       |
| -- | ---------------- | -------- | -------------- |
| 1  | 多佛爾城堡       | 英格蘭   | 2015年4月3日   |
| 1  | 伦敦塔           | 英格蘭   | 2015年4月10日  |
| 1  | 華威城堡         | 英格蘭   | 2015年4月17日  |
| 1  | 加拿分城堡       | 威爾斯   | 2015年4月24日  |
| 1  | 斯特靈城堡       | 蘇格蘭   | 2015年5月1日   |
| 1  | 卡里克弗格斯城堡 | 北愛爾蘭 | 2015年5月8日   |
| 2  | 愛丁堡城堡       | 蘇格蘭   | 2016年10月28日 |
| 2  | 加的夫城堡       | 威爾斯   | 2016年11月4日  |
| 2  | 約克城堡         | 英格蘭   | 2016年11月18日 |
| 2  | 利茲城堡         | 英格蘭   | 2016年11月25日 |
| 2  | 蘭卡斯特城堡     | 英格蘭   | 2016年12月2日  |
| 2  | 阿倫德爾城堡     | 英格蘭   | 2016年12月9日  |

## 外部連結
- 互联网电影数据库（IMDb）上《Secret of Great British Castles》的资料（英文）